# Nudo Bowen

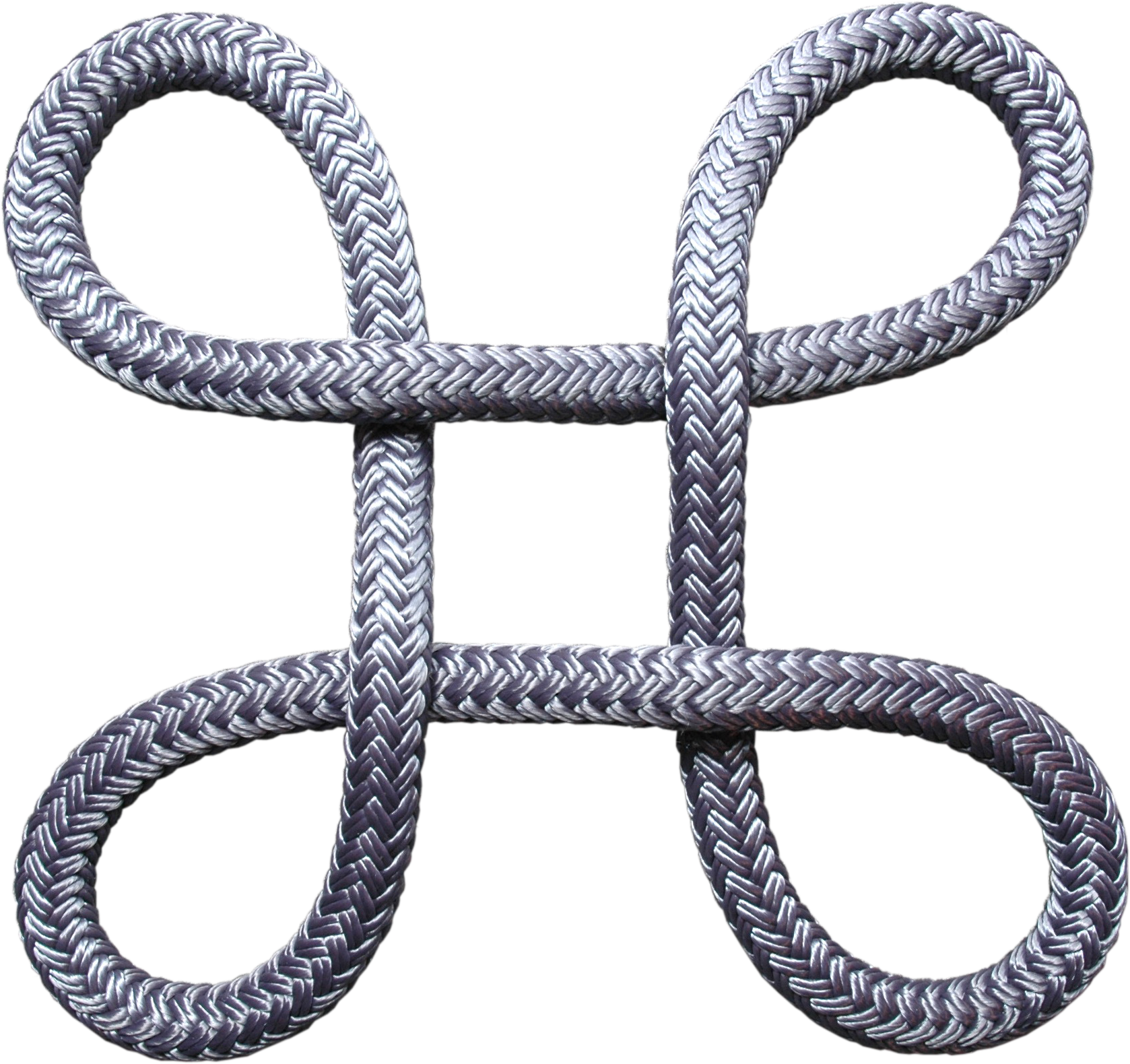
Nudo Bowen.

El nudo Bowen (también denominado en forma simbólica nudo heráldico) no es un nudo verdadero, sino un nudo heráldico, a veces utilizado en diseños heráldicos. El mismo consiste de una soga en forma de lazo continuo que se encuentra armada formando una forma cuadrada con pequeños lazos en cada uno de sus cuatro extremos. Dado que la cuerda no se encuentra anudada, en sentido topológico es considerado un no nudo.
Un nudo angular de Bowen es un nudo que no posee lados redondeados, de forma que parece estar formado por cinco cuadrados. Un nudo de Bowen con forma lozenge es denominado un nudo de Bowen torcido o una cruz Bowen. Cuando se lo utiliza como un símbolo (⌘), el nudo de Bowen común es denominado Saint John's Arms.
Los nudos Dacre, Hungerford, Lacy, Shakespeare, y Tristram son todos considerados variaciones del nudo Bowen.

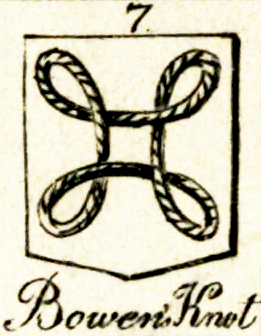
Nudo Bowen en un libro de 1827
Nudo Bowen angular
Cruz Bowen
Armas del municipio noruego de Lødingen
Schildknoten
Signo de tótem como símbolo de la cultura antigua de la región en el escudo de armas de la ciudad de Kostomushka
Cruz de ventana de diamante  (Fensterrautenkreuz)
Escudo de armas de Hausgereut (Rheinau,  Baden), Alemania:[2] Hausemarke (en alemán) o House mark (en inglés) con triángulos en lugar de bucles.